# Campionato europeo femminile di calcio 1993
Il Campionato europeo femminile di calcio 1993 è stata la 5ª edizione del campionato europeo femminile di calcio per nazionali, la 2ª edizione con la nuova denominazione UEFA Women's Championship. Si è svolto nell'estate del 1993 in Italia, e vi hanno preso parte quattro squadre. La vittoria è andata alla Norvegia che ha battuto l'Italia in finale per 1-0. L'Italia col secondo posto raggiunge il suo miglior piazzamento agli europei.

## Formato
L'accesso al torneo era determinato da una fase di qualificazione disputata nell'anno precedente, a cui hanno preso parte 23 squadre. Queste erano divise in 8 gironi all'italiana da 3 squadre (tranne uno formato da 2 squadre) dai quali passava il turno la prima per un totale di 8 squadre. Queste affrontavano un turno successivo a eliminazione diretta con gare di andata e ritorno per determinare le 4 partecipanti alla fase finale. La fase finale era composta da incontri a eliminazione diretta di semifinali e finali, tutti in gara singola.

## Squadre qualificate
- Italia
- Danimarca
- Norvegia
- Germania

## Tabellone
|  | Semifinali   | Semifinali   | Semifinali |        |          | Finale          | Finale          | Finale          |  |
|  |              |              |            |        |          |                 |                 |                 |  |
|  | Norvegia     | Norvegia     | 1          |        |          |                 |                 |                 |  |
|  | Norvegia     | Norvegia     | 1          |        |          |                 |                 |                 |  |
|  | Danimarca    | Danimarca    | 0          |        |          |                 |                 |                 |  |
|  | Danimarca    | Danimarca    | 0          |        | Norvegia | Norvegia        | 1               |                 |  |
|  |              |              |            |        | Norvegia | Norvegia        | 1               |                 |  |
|  |              |              | Italia     | Italia | 0        |                 |                 |                 |  |
|  | Italia (dtr) | Italia (dtr) | Italia     | Italia | 0        | 1 (4)           |                 |                 |  |
|  | Italia (dtr) | Italia (dtr) |            |        |          | 1 (4)           |                 |                 |  |
|  | Germania     | Germania     | 1 (3)      |        |          | Finale 3º posto | Finale 3º posto | Finale 3º posto |  |
|  | Germania     | Germania     | 1 (3)      |        |          |                 |                 |                 |  |
|  |              |              |            |        |          |                 |                 |                 |  |
|  |              |              |            |        |          | Danimarca       | Danimarca       | 3               |  |
|  |              |              |            |        |          | Danimarca       | Danimarca       | 3               |  |
|  |              |              |            |        |          | Germania        | Germania        | 1               |  |

## Risultati

### Semifinali
| Arbitro: | Plarent Kotherja |

|                     |           |  |
| Nymark Andersen 65’ | Marcatori |  |

| Arbitro: | Anders Frisk |

|                                        |                      |                                 |
| Morace 64’                             | Marcatori            | 57’ Mohr                        |
| Marsiletti Salmaso Ferraguzzi Iozzelli | Tiri di rigore 4 – 3 | Wiegmann Austermühl Pohlmann ?? |

### Finale terzo posto
| Arbitro: | Dick Jol |

|             |           |                               |
| Meinert 31’ | Marcatori | 10’, 43’ Mackensie 35’ Nissen |

### Finale
| Arbitro: | Alfred Wieser |

|  |           |             |
|  | Marcatori | 75’ Hegstad |

| Italia | Norvegia |

### Formazioni
| Italia (4-4-2) |    |                       |     |     |
|                |    |                       |     |     |
| P              | 12 | Giorgia Brenzan       |     |     |
| D              | 2  | Raffaella Salmaso     | 54’ | 55’ |
| D              | 10 | Adele Marsiletti      |     |     |
| D              | 4  | Emma Iozzelli         |     |     |
| D              | 5  | Marina Cordenons      |     |     |
| C              | 6  | Federica D'Astolfo    | 41’ |     |
| C              | 3  | Elisabetta Bavagnoli  |     |     |
| C              | 8  | Rosa Ciardi           |     | 75’ |
| C              | 14 | Feriana Ferraguzzi    |     |     |
| A              | 9  | Carolina Morace       |     |     |
| A              | 15 | Maria Mariotti        |     |     |
| Sostituzioni:  |    |                       |     |     |
| D              | 7  | Dolores Prestifilippo |     | 55’ |
| A              | 16 | Rita Guarino          |     | 75’ |
| Selezionatore: |    |                       |     |     |
| Sergio Guenza  |    |                       |     |     |

| Norvegia (4-4-2) |    |                      |     |     |
|                  |    |                      |     |     |
| P                | 1  | Reidun Seth          |     |     |
| D                | 14 | Katrine Nysveen      |     |     |
| D                | 3  | Nina Nymark Andersen |     |     |
| D                | 7  | Cathrine Zaborowski  |     |     |
| D                | 4  | Gro Espeseth         |     |     |
| C                | 15 | Hege Riise           |     |     |
| C                | 8  | Heidi Støre          |     |     |
| C                | 6  | Agnete Carlsen       |     |     |
| C                | 5  | Anne Nymark Andersen |     |     |
| A                | 9  | Ann Kristin Aarønes  |     | 41’ |
| A                | 10 | Linda Medalen        |     | 79’ |
| Sostituzioni:    |    |                      |     |     |
| A                | 11 | Birthe Hegstad       | 67’ | 41’ |
| C                | 16 | Kristin Sandberg     |     | 79’ |
| Selezionatore:   |    |                      |     |     |
| Even Pellerud    |    |                      |     |     |

|  | Regole incontro: - 80 minuti. - 20 minuti di tempi supplementari se necessario. - Tiri di rigore se l'incontro finisce in parità. - Dodici atlete a disposizione come sostituti. - Due sostituzioni massime durante l'incontro. |

## Classifica marcatrici
2 reti
- Susan Mackensie

1 rete
- Hanne Nissen
- Maren Meinert
- Heidi Mohr
- Carolina Morace
- Birthe Hegstad
- Anne Nymark Andersen